# Élections fédérales canadiennes de 1882
L'élection fédérale canadienne de 1882 a lieu le 20 juin 1882 afin d'élire les députés de la 5e législature à la Chambre des communes du Canada. Il s'agit de la cinquième élection générale depuis la confédération canadienne en 1867.
Sir John A. Macdonald et son Parti conservateur sont reconduits au pouvoir, défaisant le Parti libéral d'Edward Blake.

## Résultats

### Pays
|                                                                                 |                           |                   |                |        |        |         |         |         |         |
| Parti                                                                           | Parti                     | Parti             | # de candidats | Sièges | Sièges | Sièges  | Voix    | Voix    | Voix    |
| Parti                                                                           | Parti                     | Parti             | # de candidats | 1878   | Élus   | Diff.   | #       | %       | Diff.   |
|                                                                                 | Conservateur              | John A. Macdonald | 118            | 83     | 94     | +13,3 % | 143 684 | 27,83 % | +1,55 % |
|                                                                                 | Libéral-conservateur      | John A. Macdonald | 50             | 46     | 39     | -8,7 %  | 64 860  | 12,56 % | -3,22 % |
|                                                                                 | Libéral                   | Edward Blake      | 112            | 57     | 73     | +26,3 % | 160 547 | 31,10 % | -1,95 % |
|                                                                                 | Indépendant               |                   | 7              | 5      | 1      | -80 %   | 8 227   | 1,59 %  | -1,12 % |
|                                                                                 | Nationaliste-conservateur |                   | 1              | -      | 1      | -       | 1 084   | 0,21 %  | +0,14 % |
|                                                                                 | Libéral indépendant       |                   | 3              | 2      | 2      | -       | 5 740   | 1,11 %  | +0,12 % |
|                                                                                 | Conservateur indépendant  |                   | 2              | 2      | 1      | -50 %   | 927     | 0,18 %  | -       |
|                                                                                 | Unknown                   |                   | 121            | 9      | -      | -100 %  | 131 178 | 25,41 % | +4,48 % |
| Total                                                                           | Total                     |                   | 414            | 204    | 211    | +4,4 %  | 516 247 | 100,0 % | -       |
| Sources : http://www.elections.ca — Historique des circonscriptions depuis 1867 |                           |                   |                |        |        |         |         |         |         |

Sans opposition :
Les députés suivants sont élus sans opposition :
- Colombie-Britannique : 2 libéral-conservateurs
- Manitoba : 1 conservateurs
- Ontario : 2 conservateurs
- Québec : 11 conservateurs, 1 conservateur indépendant, 4 libéral-conservateurs, 3 libéraux
- Nouveau-Brunswick : 1 libéral-conservateur, 1 indépendant
- Nouvelle-Écosse : 1 conservateur

### Par province
| Parti        | Parti                     | Parti        | C-B  | MB   | ON   | QC   | N-B  | N-É  | Î-P-E | Total |
| ------------ | ------------------------- | ------------ | ---- | ---- | ---- | ---- | ---- | ---- | ----- | ----- |
|              | Conservateur              | Sièges :     | 3    | 2    | 39   | 38   | 4    | 8    | -     | 94    |
|              | Conservateur              | Voix (%) :   | 38,4 | 13,6 | 27,0 | 37,7 | 25,6 | 23,0 | 17,1  | 27,8  |
|              | Libéral-conservateur      | Sièges :     | 3    | 1    | 13   | 12   | 3    | 5    | 2     | 39    |
|              | Libéral-conservateur      | Voix (%) :   | 15,8 | 38,9 | 9,1  | 10,4 | 7,1  | 25,8 | 25,4  | 12,6  |
|              | Parti libéral             | Sièges :     | -    | 2    | 40   | 12   | 7    | 8    | 4     | 73    |
|              | Parti libéral             | Voix (%) :   | 10,6 | 25,3 | 31,9 | 21,5 | 36,8 | 38,7 | 40,7  | 31,1  |
|              | Indépendant               | Sièges :     |      |      | -    | -    | 1    | -    |       | 1     |
|              | Indépendant               | Voix (%) :   |      |      | 1,7  | 0,8  | 0,4  | 4,8  |       | 1,6   |
|              | Nationaliste-conservateur | Sièges :     |      |      |      | 1    |      |      |       | 1     |
|              | Nationaliste-conservateur | Voix (%) :   |      |      |      | 1,0  |      |      |       | 0,2   |
|              | Libéral indépendant       | Sièges       |      |      | -    | 1    | 1    |      |       | 2     |
|              | Libéral indépendant       | Voix (%) :   |      |      | 0,7  | 1,5  | 6,2  |      |       | 1,1   |
|              | Conservateur indépendant  | Sièges :     |      |      |      | 1    |      |      |       | 1     |
|              | Conservateur indépendant  | Voix (%) :   |      |      |      | 0,9  |      |      |       | 0,2   |
|              | Inconnu                   | Voix (%) :   | 35,2 | 22,2 | 29,6 | 27,1 | 23,9 | 7,7  | 16,8  | 25,4  |
| Total sièges | Total sièges              | Total sièges | 6    | 5    | 92   | 65   | 16   | 21   | 6     | 211   |

xx – moins de 0,05 % des voix